# Stenogymnocnemia mala
Stenogymnocnemia mala är en insektsart som först beskrevs av Walker 1853.  Stenogymnocnemia mala ingår i släktet Stenogymnocnemia och familjen myrlejonsländor. Inga underarter finns listade i Catalogue of Life.